# Døde i 2025
Døde i 2025 er en liste over notable personer, der er afgået ved døden i 2025. 

## Januar
- Jytte Abildstrøm
- Ágnes Keleti
- Peter Brandes
- Kostas Simitis
- Jean-Marie Le Pen
- Claude Jarman Jr.
- David Lynch
- Joan Plowright
- Denis Law
- Cornel Oțelea
- Marianne Faithfull

- 2. januar – Jytte Abildstrøm, dansk skuespillerinde og teaterdirektør (født 1934).[1]
- 2. januar – Ágnes Keleti, ungarsk gymnast (født 1921).[2]
- 4. januar – Peter Brandes, dansk kunstner (født 1944).[3]
- 5. januar – Kostas Simitis, græsk politiker (født 1936).[4]
- 7. januar – Jean-Marie Le Pen, fransk politiker (født 1928).[5]
- 8. januar – Knud Heinesen, dansk politiker og erhvervsmand (født 1932).[6]
- 12. januar – Claude Jarman Jr., amerikansk barneskuespiller (født 1934).[7]
- 15. januar – David Lynch, amerikansk filminstruktør (født 1946).[8]
- 16. januar – Joan Plowright, engelsk skuespillerinde (født 1929).[9]
- 17. januar – Denis Law, skotsk fodboldspiller (født 1940).[10]
- 18. januar – Ester Larsen, dansk politiker (født 1936).[11]
- 20. januar – Hanne Reintoft, dansk socialrådgiver, forfatter og politiker (født 1934).[12]
- 22. januar – Cornel Oțelea, rumænsk håndboldspiller (født 1940).[13]
- 25. januar – Ole Neumann, dansk skuespiller (født 1947).[14]
- 30. januar – Marianne Faithfull, engelsk sangerinde (født 1946).[15]

## Februar
- Horst Köhler
- Aga Khan 4.
- Peter Christensen
- Sam Nujoma
- Roberta Flack
- Lis Nilheim
- Michelle Trachtenberg
- Gene Hackman
- Boris Spasskij

- 1. februar – Horst Köhler, tysk økonom, politiker og præsident (2004-2010) (født 1943).[16]
- 3. februar – Bettina Heltberg, dansk journalist og forfatter (født 1942).[17]
- 3. februar – Henning Mortensen, dansk forfatter (født 1939).[18]
- 4. februar – Aga Khan 4., (født 1936).[19]
- 6. februar – Peter Christensen, dansk folketingsmedlem (født 1975).[20][21]
- 8. februar – Sam Nujoma, Namibias præsident 1990-2005 (født 1929).[22]
- 10. februar – Leif Petersen, dansk dramatiker og forfatter (født 1934).[23]
- 15. februar – Cecilia Stegö Chilò, svensk politiker (født 1959).[24]
- 17. februar – Leif Skov, dansk fodboldspiller (født 1940).[25]
- 24. februar – Roberta Flack, amerikansk sanger (født 1937).[26]
- 25. februar – Lis Nilheim, svensk skuespillerinde (født 1944).[27]
- 26. februar – Michelle Trachtenberg, amerikansk skuespillerinde (født 1985).[28]
- Fundet død 26. februar – Gene Hackman, amerikansk skuespiller (født 1930).[29]
- 27. februar – Boris Spasskij, russisk skakspiller (født 1937).[30]

## Marts
- Walter Bucher
- Sofija Gubajdulina
- Dag Solstad
- George Foreman
- Richard Chamberlain

- 4. marts – Oleg Gordijevskij, sovjetisk KGB-agent og afhopper (født 1938).[31][32]
- 6. marts – Walter Bucher, schweizisk cykelrytter (født 1926).[33]
- 7. marts – Alexandre Zapolski, ukrainsk violinist (født 1951).[34]
- 11. marts – Ole Wegener, dansk skuespiller (født 1936).[35]
- 13. marts – Sofija Gubajdulina, tatarsk/russisk komponist (født 1931).[36]
- 14. marts – Dag Solstad, norsk forfatter (født 1941).[37]
- 21. marts – George Foreman, amerikansk bokser (født 1949).[38]
- 21. marts – Bente Frost, dansk merkonom og tidligere teknikborgmester (født 1937).[39]
- 26. marts – Kjeld Nørgaard, dansk skuespiller (født 1938).[40]
- 26. marts – Niels Christian Eigtved, dansk officer, slotsforvalter og kammerherre (født 1936).[41]
- 27. marts – Carl F. Wandel, dansk professor og rektor (født 1929).[42]
- 29. marts – Richard Chamberlain, amerikansk skuespiller (født 1934).[43]

## April
- Val Kilmer
- Khamtai Siphandon
- Leo Beenhakker
- Roy Thomas Baker
- Mario Vargas Llosa
- Pave Frans

- 1. april – Val Kilmer, amerikansk skuespiller (født 1959).[44]
- 2. april – Khamtai Siphandon, laotisk politiker (født 1924).[45]
- 4. april – Friðrik Ólafsson, islandsk jurist og skakspiller (født 1935).[46]
- 10. april – Leo Beenhakker, hollandsk fodboldtræner (født 1942).[47]
- 11. april – Max Romeo, jamaicansk reggaesanger (født 1944).[48]
- 12. april – Roy Thomas Baker, britisk musikproducer og sangskriver (født 1946).[49]
- 13. april – Mario Vargas Llosa, peruansk forfatter (født 1936).[50]
- 14. april – Abdullah Ahmad Badawi, malaysisk politiker (født 1939).[51]
- 14. april  – Peter Seiffert, tysk tenor (født 1954).[52]
- 18. april – Nikola Pokrivač, kroatisk fodboldspiller (født 1985).[53]
- 19. april – Christian Langballe, dansk politiker (født 1967).[54]
- 21. april – Pave Frans, overhoved for den romersk-katolske kirke (født 1936).[55]

## Maj
- Ingolf Gabold
- Meta Velander
- George Wendt
- Nino Benvenuti
- Trần Đức Lương
- Per Nørgård
- José Mujica

- 1. maj – Ingolf Gabold, dansk tv-chef, forfatter og komponist (født 1942).[56]
- 4. maj – Anders Mastrup, dansk filmproducer (født 1957).[57]
- 5. maj – Kurt Daell, dansk erhvervsleder (født 1941).[58]
- 6. maj – James Foley, amerikansk filminstruktør og manuskriptforfatter (født 1953).[59]
- 7. maj – Tommy Agerskov Thomsen, dansk vicepolitikommissær og fagforeningsformand (født 1945).[60]
- 11. maj – Robert Benton, amerikansk filminstruktør (født 1932).[61]
- 12. maj – Per Bartram, dansk fodboldspiller (født 1944).[62]
- 13. maj – José Mujica, uruguayansk præsident (født 1935)[63]
- 16. maj – Meta Velander, svensk skuespillerinde (født 1924).[64]
- 16. maj – Marianne Bernadotte (sv), svensk skuespiller og filantrop samt luxemburgsk grevinde (født 1924).[65]
- 20. maj – George Wendt, amerikansk skuespiller (født 1948).[66]
- 20. maj – Nino Benvenuti, italiensk bokser (født 1938).[67]
- 20. maj – Trần Đức Lương, vietnamesisk præsident (født 1937).[68]
- 24. maj – Marcel Ophüls, fransk dokumentarfilminstruktør (født 1927).[69]
- 25. maj – Ilselil Larsen, dansk skuespillerinde (født 1934).[70]
- 27. maj – Jean Tiberi, fransk politiker (født 1935).[71]
- 28. maj – Per Nørgård, dansk komponist (født 1932).[72]

## Juni
- Christian Braad Thomsen
- Frederick Forsyth
- Sly Stone
- Brian Wilson
- Violeta Chamorro
- Bernard Lacombe
- Ursula Munch-Petersen
- Wolfgang Böhmer

- 2. juni – Poul Rudi, dansk sanger (født 1930).[73]
- 4. juni – Ebbe Preisler, dansk filmproducent (født 1942).[74]
- 7. juni – Christian Braad Thomsen, dansk filminstruktør og forfatter (født 1940).[75]
- 7. juni – Johannes Nymark, dansk skoledirektør og politiker (født 1944).[76]
- 7. juni – Kjeld Jensen, dansk borgmester (født 1938).[77]
- 9. juni – Frederick Forsyth, engelsk forfatter (født 1938).[78]
- 9. juni – Sly Stone, amerikansk musiker, sangskriver og pladeproducer (født 1943).[79]
- 9. juni – Ole Bertelsen, dansk præst og biskop (født 1925).[80]
- 11. juni – Brian Wilson, amerikansk musiker og komponist (født 1942).[81]
- 13. juni – Louis Moholo, sydafrikansk jazzmusiker (født 1940).[82]
- 14. juni – Violeta Chamorro, nicaraguansk præsident (født 1929)[83]
- 17. juni – Alfred Brendel, østrigsk pianist (født 1931).[84]
- 17. juni – Bernard Lacombe, fransk fodboldspiller (født 1952).[85]
- 17. juni – John Reid, skotsk sangskriver og dj (født 1963).[86][87]
- 19. juni – Gailard Sartain, amerikansk komiker og skuespiller (født 1946).[88]
- 21. juni – Rajkeswur Purryag, mauritisk præsident og politiker (født 1947).[89]
- 23. juni – Benedicte Federspiel, dansk jurist og forbrugerdirektør (født 1941)[90]
- 25. juni – Ester Bock, dansk forfatter (født 1936).[91]
- 27. juni – Knud Holscher, dansk arkitekt (født 1930).[92]
- 29. juni – Wolfgang Böhmer, tysk politiker (født 1936).[93]
- 30. juni – Ursula Munch-Petersen, dansk keramiker (født 1937)[94]

## Juli
- Michael Madsen
- Diogo Jota
- Viggo Madsen
- Connie Francis
- Felix Baumgartner
- Ingvar Ambjørnsen
- Ozzy Osbourne
- Hulk Hogan
- Tom Lehrer
- Laura Dahlmeier

- 3. juli – Michael Madsen, amerikansk skuespiller (født 1957).[95]
- 3. juli – Diogo Jota, portugisisk fodboldspiller (født 1996).[96]
- 4. juli – Per Kauczki, dansk musiker (født 1940).[97]
- 8. juli – Viggo Madsen, dansk forfatter (født 1943).[98]
- 14. juli – Aleksandr Mitta, russisk filminstruktør og skuespiller (født 1933).
- 14. juli – Ulla Viotti, svensk maler, billedhugger og keramiker (født 1933).
- 17. juli – Connie Francis, amerikansk popsangerinde (født 1937).[99]
- 17. juli – Felix Baumgartner, østrigsk faldskærmsudspringer m.v. (født 1969).
- 19. juli – Ingvar Ambjørnsen, norsk forfatter (født 1956).[100]
- 20. juli – Kirsten Lockenwitz, dansk billedkunster (født 1932).[101][102]
- 22. juli – Ozzy Osbourne, britisk sanger og sangskriver (født 1948).[103]
- 22. juli – Julian Le Fay, dansk computerspil-programmør (født 1965).[104]
- 24. juli – Hulk Hogan, amerikansk wrestler og skuespiller (født 1953).[105]
- 26. juli – Tom Lehrer, amerikansk sanger, satiriker og matematiker (født 1928).[106]
- 30. juli (findetidspunkt) – Laura Dahlmeier, tysk skiskytte (født 1993).[107]

## August
- Ion Iliescu
- Ove Kindvall
- Frank Mill
- Peter Lund Madsen
- Terence Stamp

- 4. august – Else Lidegaard, dansk journalist og forfatter (født 1933).[108]
- 5. august – Jorge Costa, portugisisk fodboldspiller (født 1971).[109]
- 5. august – Ion Iliescu, rumænsk politiker og tidligere præsident (født 1930).[110]
- 5. august – Ove Kindvall, svensk fodboldspiller (født 1943).[111]
- 5. august – Frank Mill, tysk fodboldspiller (født 1958).[112]
- 7. august – James Lovell, amerikansk astronaut (født 1928).[113]
- 10. august – Peter Lund Madsen, dansk læge, forfatter, tv-vært mm. (født 1960).[114]
- 12. august – Olaf Haahr, dansk forretningsmand (født 1937).[115][116]
- 17. august – Terence Stamp, britisk skuespiller (født 1938).[117]